# Cerkiew Podwyższenia Krzyża Świętego w Rudnej
Cerkiew pod wezwaniem Podwyższenia Krzyża Świętego – prawosławna cerkiew parafialna w Rudnej. Należy do dekanatu Lubin diecezji wrocławsko-szczecińskiej Polskiego Autokefalicznego Kościoła Prawosławnego.
Świątynia mieści się przy ulicy Kościelnej.

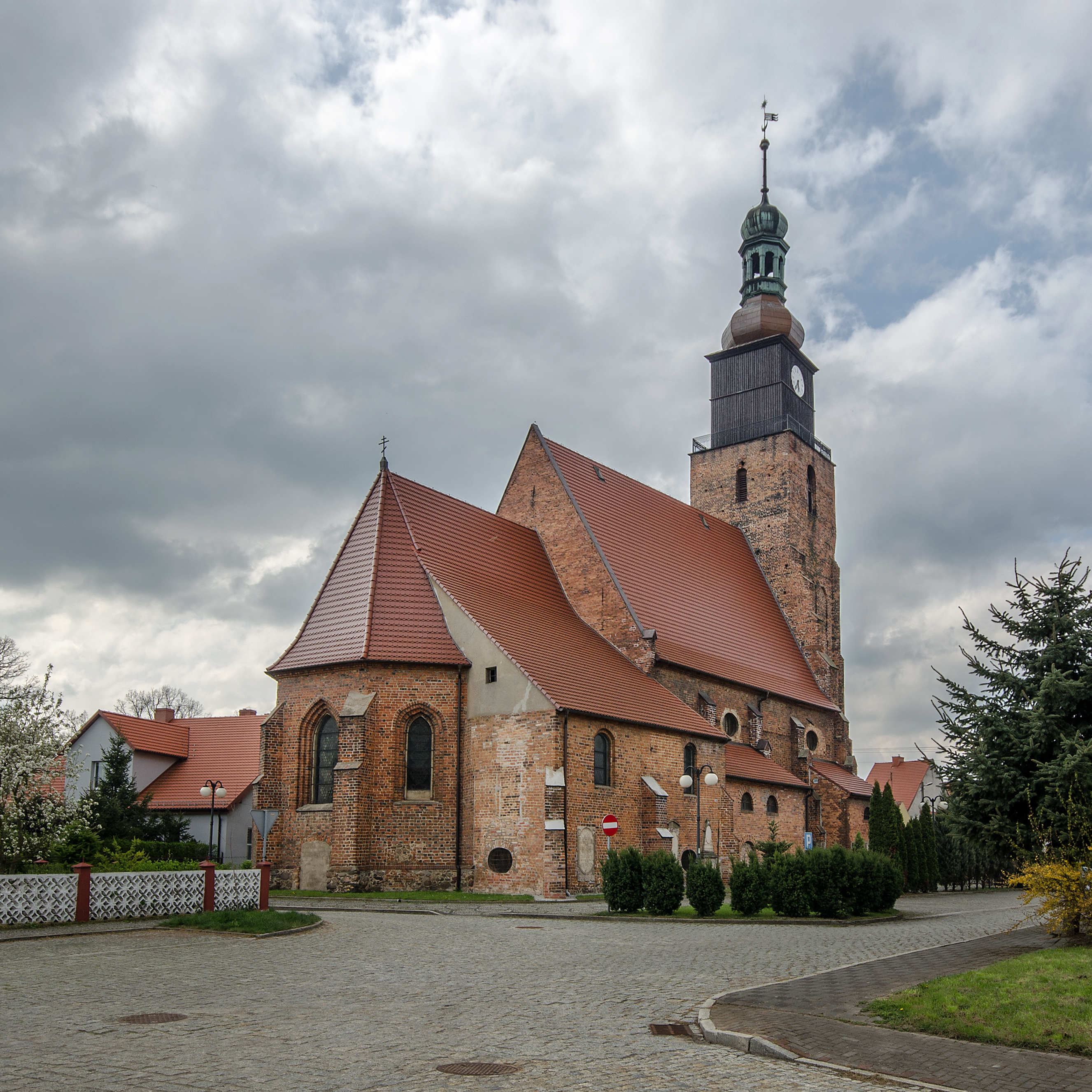

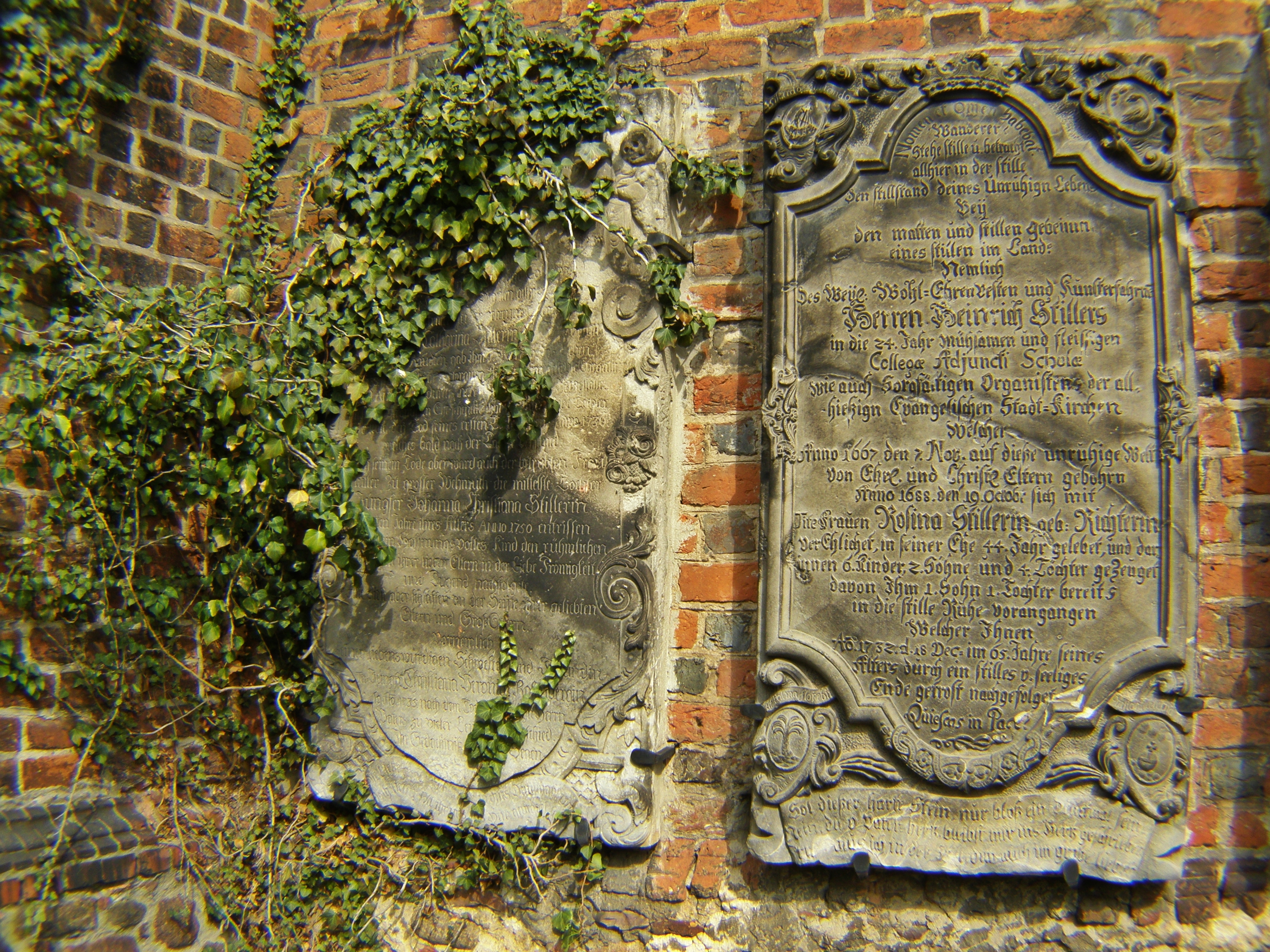
Zabytkowe inskrypcje na bocznej ścianie

Jest to dawny gotycki kościół św. Katarzyny wybudowany w latach 1474–1500, odbudowany w 1624 po pożarze. Na przestrzeni wieków wielokrotnie zmieniał właścicieli. Pierwotnie należał do katolików. W XVI wieku przejęty przez ewangelików. W latach 1649–1707 świątynia katolicka. W 1707 ponownie przejęta przez ewangelików. W 1954 obiekt został adaptowany dla potrzeb liturgii prawosławnej. Ikony w ikonostasie zostały napisane przez ks. Alipiusza (Kołodko). Dzwon świątyni pochodzi z 1761.
Ogólna powierzchnia świątyni wynosi 520 metrów kwadratowych, a jej wygląd nie zmienił się od 1793.
Cerkiew została wpisana do rejestru zabytków 4 lipca 1964 pod nr A/2387/1115.
W 2006 rozpoczęto generalny remont świątyni – wymieniono więźbę i pokrycie dachu, odrestaurowano hełm na wieży, w 2015 r. wykonywano prace remontowo-konserwatorskie przy elewacji.